# Montague Harbour
Montague Harbour är en ort i Kanada.   Den ligger i provinsen British Columbia, i den sydvästra delen av landet, 3 600 km väster om huvudstaden Ottawa. Montague Harbour ligger 10 meter över havet och antalet invånare är 200. Den ligger på ön Galiano Island.
Terrängen runt Montague Harbour är platt åt nordväst, men åt sydost är den kuperad. Trakten är glest befolkad. Närmaste större samhälle är Crofton, 19,3 km väster om Montague Harbour. 
I omgivningarna runt Montague Harbour växer i huvudsak blandskog.